# Rundturm (Irland)

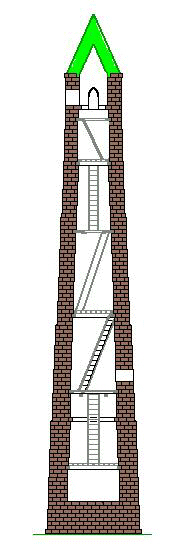
Rundturmprinzip

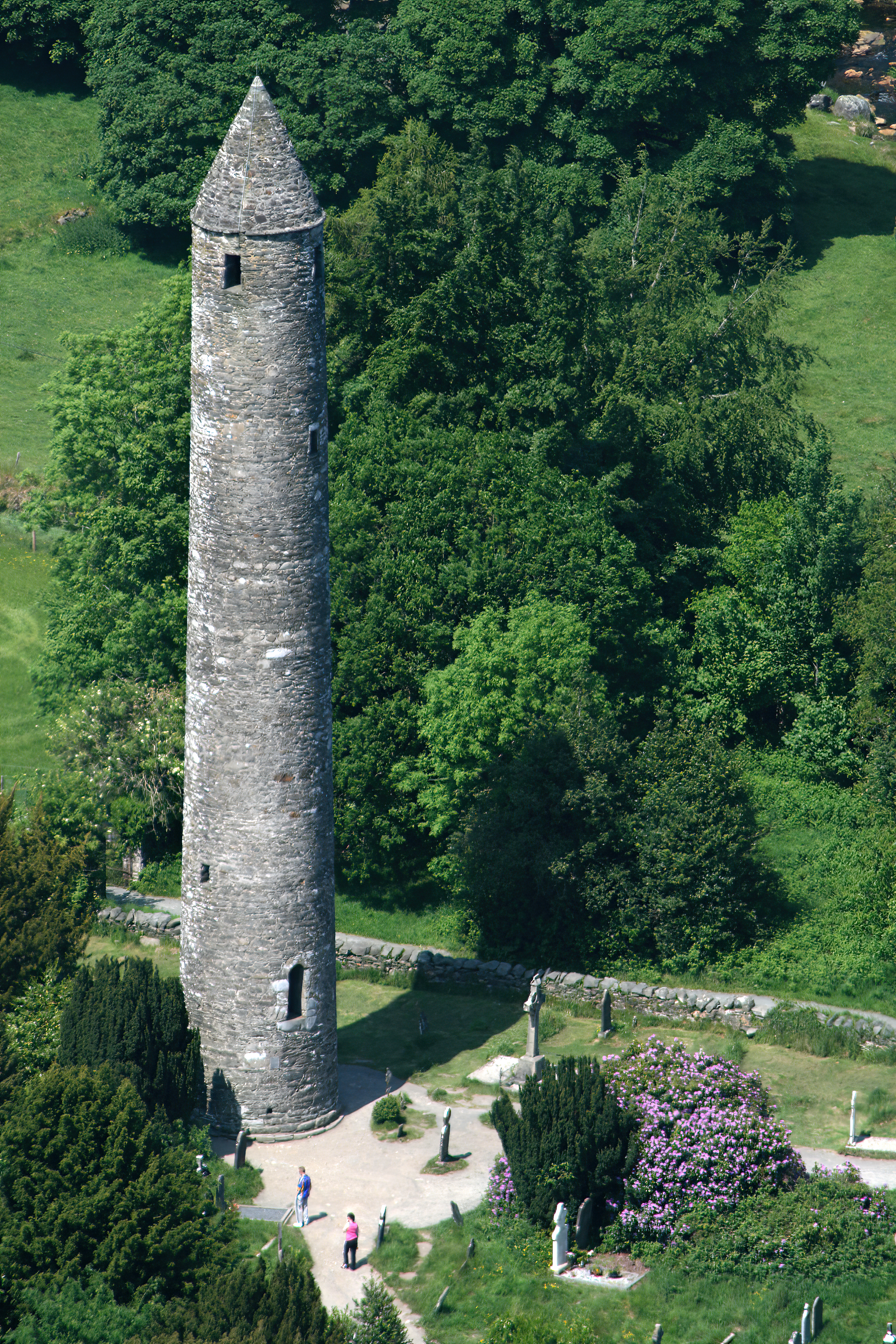
Rundturm von Glendalough

Der stets freistehende, schlanke Rundturm (irisch cloigtheach (Singular), cloigthithe (Plural) – englisch round tower) iroschottischer Kirchenbauten ist eines der historischen Wahrzeichen Irlands. Auf der Insel gibt es noch 65 von möglicherweise 120 erbauten Türmen dieses Typs. Einige sind nahezu vollständig, viele nur als Stumpf erhalten. Außerhalb der irischen Insel gibt es heute nur noch drei derartige Rundtürme, einen auf der Isle of Man und zwei in Schottland.
Aufzeichnungen weisen auf früheste Türme aus dem Jahr 919 hin (Castledermot). Bis zum Jahre 1238 (Timahoe im County Laois, und Kildare) wurden sie noch gebaut, aber ihr Höhepunkt lag im 11. und 12. Jahrhundert. Sie wurden immer in der Nähe einer Kirche errichtet.

## Bauweise
Heute noch vollständig erhaltene Türme ragen von 22,90 m (Turlough) bis 34,90 m (Kilmacduagh) auf und haben einen Umfang von 12 bis 18 Metern. Sie haben eine konische Kappe. In einigen Fällen wie in Kildare oder Kilkenny wurde diese in späteren Jahrhunderten durch Zinnen ersetzt. Ihr Eingang liegt typischerweise 3 m hoch (außer Scattery Island) und zeigt ungefähr in Richtung der benachbarten Kirche. Kleine Fenster (rechteckig oder gerundet) lassen Licht ins Innere. Unter dem Dach sind vier oder mehr Fenster gleichmäßig auf dem Umfang angeordnet. Die Treppen und die Zwischenböden im Turm waren aus Holz. Von ihnen haben sich keine Spuren erhalten.
Das irische Wort für diese Türme lautet cloigtheach, was „Glockenhaus“ bedeutet. Das gleicht der Bedeutung des italienischen Begriffs Campanile. Es lässt sich vermuten, dass auch in Irland früher Glocken aus den oberen Fenstern geläutet wurden.
George Petrie veröffentlichte 1845 seine Studien alter irischen Quellen, wonach sie nicht nur Glockentürme, sondern auch Lager für die klösterlichen Schätze – Glocken, Kreuze und Bücher – waren. Die Türme, deren Zugänge in der Regel einige Meter über dem Boden lagen (Dromiskin), wurden innen über Treppen bzw. Leitern aus Holz bestiegen. Die Anschlüsse dieser Treppen wurden bei Ausgrabungen gefunden. Derartige Eingänge haben sie mit etlichen frühmittelalterlichen Flucht- und Wehrtürmen anderer Länder gemeinsam. Durch ihre Bauweise wirkten die irischen Türme bei Feuer aber wie ein Kamin, in dem alles schnell zu Asche verbrannte. Auch Mönche und Könige starben der Überlieferung nach in den Flammen.

## Verbreitung
In der Liste der Rundtürme von Irland sind alle irischen Rundtürme aufgeführt.

Darüber hinaus gibt es noch folgende unter irischem Einfluss gebaute Rundtürme:
- Schottland
  - Abernethy, Perthshire, 11. Jahrhundert ohne Dach
  - Rundturm der Kathedrale von Brechin, Tayside, 10. Jahrhundert
- Isle of Man
  - Peel Castle, auf St. Patrick’s Isle

## Rundtürme der Neuzeit
Aufgrund ihres hohen Symbolgehalts wurden im 19. und 20. Jahrhundert Rundtürme als Denkmäler errichtet.
- Über dem Grab von Daniel O’Connell in Glasnevin wurde 1847 ein Rundturm erbaut.
- Im Irish National Heritage Park in Ferrycarrig im County Wexford steht ein Rundturm zum Andenken an die Gefallenen des Krimkrieges.
- In den Knockmealdown Mountains steht zu Ehren des 1923 im irischen Bürgerkrieg gefallenen Stabschefs und Generals der Irisch-Republikanischen Armee Liam Lynch seit 1935 ein Rundturm.
- In Mesen in Flandern steht seit 1998 ein Rundturm zur Erinnerung an die im Ersten Weltkrieg gefallenen irischen Soldaten der britischen Armee.

## Runde Kirchtürme in anderen Ländern
Gegenstücke mit ähnlicher Funktion könnten die italienischen Campaniles und die islamischen Minarette sein. Bei runden Campanili, so dem von Sant’Apollinare in Classe in Ravenna (870–878) oder dem schiefen Turm (1173–1372) des Doms zu Pisa ist irischer Einfluss nicht geltend zu machen.
Einige karolingische Kirchen aus dem 8.–10. Jahrhundert hatten Rundtürme, die wegen der irisch-schottischen Mission jedoch auf irische Vorbilder zurückgehen können. Ein Beispiel zeigt ein Plan, wie das von den Iren unter Gallus gegründete Kloster (St. Galler Klosterplan) idealerweise hätte aussehen sollen.
Der gedrungene Rundturm der Rundturmkirche St.-Laurentius in Kosel (Schleswig) aus dem 13. Jahrhundert gemahnt weniger an iroschottische Türme als an die Rundkirchen Bornholms.